# Лалин рабош (лист)
Лалин рабош : народни лист за шалу и сатиру је српски хумористички лист. Лист је штампан у Новом Саду. Први број је изашао 12. јануара 1895. године, а  задњи 9. фебруара 1895. године.

## Историјат
Иако је наглашено нестраначки оријентисан, Лалин рабош је био изузетно политички оштар. Већ је и сама симболика у имену овог шаљивог гласила (рабош) подразумевала бележење обећања и дуговања разних јавних и политичких личности. У песми-поздраву првог броја, Лалин поздрав на другој страници наведени су, између осталог и следећи стихови: 
| „ | Мој сам Рабош собом дон̓ о, У њему је сила љута, Зарезан ће бити сваки, Који сиђе с права пута. | ” |

Посебно су, међу јавним личностима српског живота били омражени: патријарх Георгије Бранковић, Јован Грујић Јота, чика Стева Поповић, Александар Сандић и др.

### Карикатуре и илустрације
Лалин рабош није имао решено питање израде клишеа за карикатуре. Због тога су хумористички листови нередовно излазили, каснили или су објављивани без илустрација најављених у претходном броју. Тај недостанак свежих, готових и пригодних карикатура толико се осећао с краја XIX века да су у случају Лалиног рабоша, његове илустрације преузимане у епигонским листовима какви су били вршачки Бубањ или Бата из Баната.

### Рубрике
Сталне текстуалне рубрике у листу су биле:
- Лалу филозофа
- Лалу гајдаша
- Лалу добошара
- Фрајлу Фему

### Одговорност листа
Власник и издавач Лалиног рабоша, народног листа за шалу и сатиру била је Дружина Лалиног рабоша, а уредничку одговорност сносио је Милош Токалић Соља, будући уредник супарничког листа Муње. Потом је уредник био Младен Николић са којим ће Лалин рабош завршио своје излажење, последњим, четвртим бројем, 9. фебруара 1895. године.

### Место издавања и штампарија
Лист је штампан у Штамарији Српске књижаре Браће М. Поповића, у Новом Саду.

### Периодичност излажења
Лист је излазио четири пута месечно, сваког четвртка.

## Галерија
- Лалин рабош, 1895, бр.2, стр.13
- Лалин рабош, 1895, бр.2, стр.14
- Лалин рабош, 1895, бр.2, стр.16